# Dum Dum Dugan
Timothy « Dum Dum » Dugan est un personnage de fiction appartenant à l'univers de Marvel Comics. Créé par le scénariste Stan Lee et le dessinateur Jack Kirby, il apparaît pour la première fois dans le comic book Sgt. Fury and his Howling Commandos #1 de mai 1963.

## Biographie du personnage

### Origines
Né à Boston, Timothy Dugan était un jeune homme travaillant dans un cirque itinérant qui aida Nick Fury et Sam Sawyer à échapper à une attaque nazie en Europe. Il s'engagea ensuite dans l'armée anglaise pour combattre en Europe pendant la Seconde Guerre mondiale.
Après l'attaque japonaise contre Pearl Harbor, quand Sawyer forma les Commandos Hurlants de Fury, il engagea Dugan devenu caporal. Le caporal Dugan devint vite un équipier indispensable et loyal du sergent Fury. Il resta avec lui jusqu'à la fin de la guerre, excepté pour quelques autres missions au cours desquelles il dirigeait alors lui-même son groupe, les Deadly Dozens.
À la fin de la guerre, il se maria et eut des enfants et des petits-enfants.
Il resta au service du Commando pendant la Guerre de Corée, puis au Viêt Nam.
Lors de la création du SHIELD, il fut aussi recruté et y fit carrière, devenant responsable de la sécurité sur l'Héliporteur, ce qui l'amena à affronter HYDRA et l'A.I.M. Il eut comme mission de retrouver Godzilla (quand Marvel possédait les droits). Le monstre japonais a longtemps terrorisé l'agent du SHIELD.
Sa femme fut tuée par des agents de l'HYDRA ; il resta pourtant actif dans l'organisation. Dum Dum Dugan a supervisé le SHIELD en l'absence de Nick Fury, jusqu'à la nomination de Maria Hill.

### La Guerre Civile
Durant le crossover Civil War, Dum Dum Dugan fut sommé de retrouver son ami Captain America, en rupture de ban. Sa mission échoua mais il en fut content, perdant peu à peu la foi qu'il avait en l'organisation. Tony Stark fut nommé directeur du SHIELD, ce qui conforta Dugan dans sa résolution de démissionner. Toutefois, Stark refusa de perdre un si bon élément. Il le chargea même d'utiliser une arme très dangereuse pour stopper Hulk qui ravageait New York (lors de World War Hulk). Mais Dugan n'utilisa pas l'arme.
Tout de suite après, il fut blessé et enlevé par des Skrulls et remplacé.
Après qu'une unité du SHIELD eut capturé Wolverine, lui aussi fugitif et recherché, Dugan fut gravement blessé par Daken (le fils de Wolverine), venu libérer son père.

### Dark Reign
Plus tard, dans Dark Reign (en), quand le SHIELD fut destitué au profit du HAMMER de Norman Osborn, Dum Dum et environ 1200 ex-agents partirent au Moyen-Orient, où il se regroupèrent en une société para-militaire privée, comme Blackwater (en).

## Capacités et équipement
- Dum Dum n'a pas de super-pouvoirs.
- Malgré sa relative vieillesse (il aurait plus de 80 ans), il reste en bonne condition physique, bien qu'il ait déjà eu des problèmes cardiaques.
- C'est un agent actif du SHIELD, expérimenté et formé à l'art de l'espionnage et du contre-espionnage, très habile avec des armes à feu.
- Il était autrefois un bon boxeur et lutteur, mais ses talents se sont amoindris avec l'âge.

## Apparitions dans d'autres médias

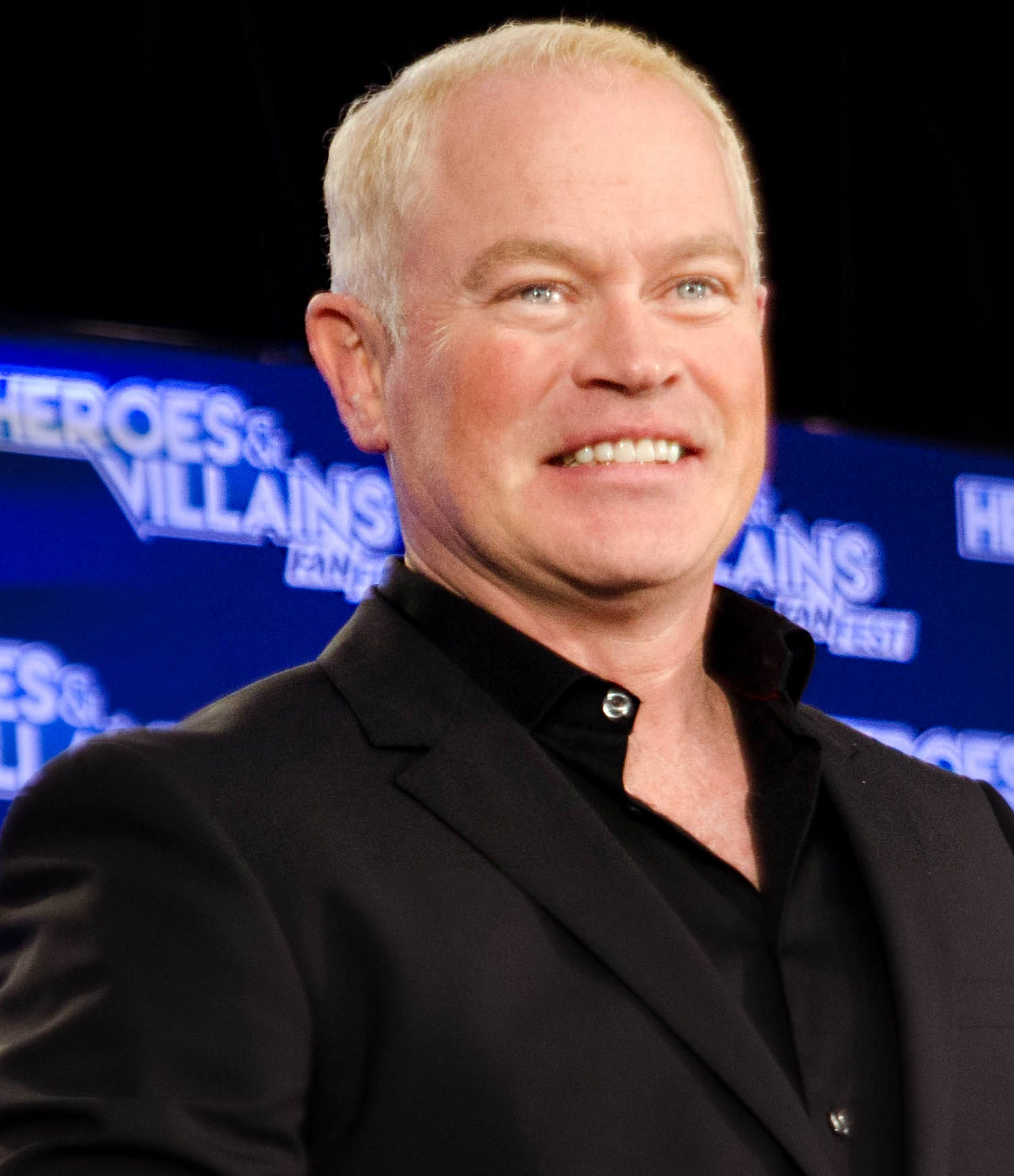
Neal McDonough incarne Timothy "Dum Dum" Dugan dans Captain America : First Avenger (2011)

Sauf indication contraire, les informations mentionnées dans cette section peuvent être confirmées par la base de données cinématographiques IMDb,  présente dans la section « Liens externes ».

### Films
Interprété par Neal McDonough dans l'Univers cinématographique Marvel
- 2011 : Captain America : First Avenger réalisé par Joe Johnston
- 2013 : Marvel One-Shots : Agent Carter réalisé par Louis D’Esposito

### Télévision
- 2010 : Avengers : L'Équipe des super-héros (série d'animation)

Interprété par Garry Chalk
- 1998 : Nick Fury : Agent of SHIELD (téléfilm)

Interprété par Neal McDonough dans l'Univers cinématographique Marvel
- 2014 : Marvel : Les Agents du SHIELD (série télévisée)
- 2015-2016 : Agent Carter (série télévisée)
- 2021 : What If...? (série télévisée d'animation)